# Johannes de Sacrobosco

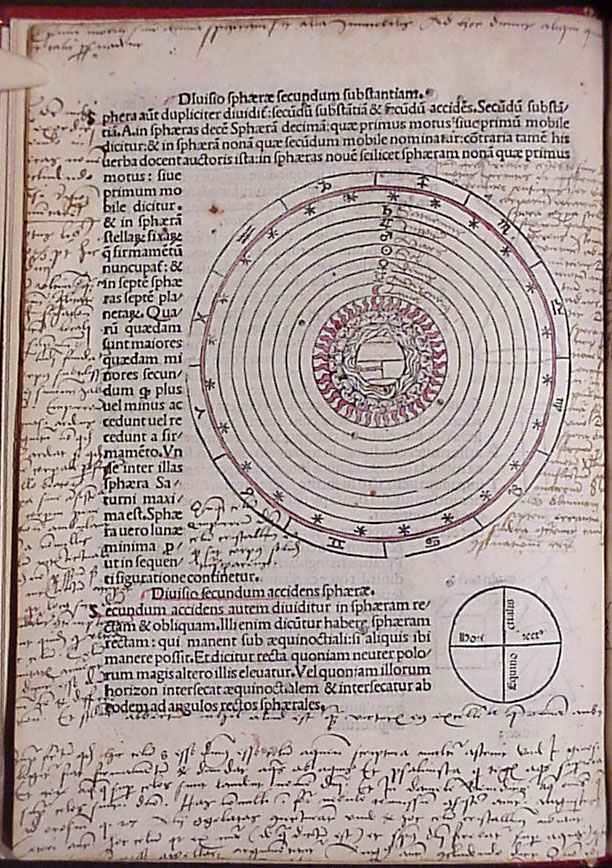
List z Tractatu de sphaera

Johannes de Sacrobosco, česky také Jan Sacrobosco či Jan z Holywoodu, (okol. 1195 – okol. 1256) byl anglický vzdělanec, matematik, komputista a astronom. Místo narození není přesně známo, předpokládá se, že studoval na universitě v Oxfordu a později působil na universitě v Paříži (přibližně v letech 1221 až 1236). Předpokládá se, že jeho první dílo byl Algorismus (De arte numerandi), v kterém představuje arabské číslice a techniky evropskému středověkému vysokoškolskému obecenstvu. Byl také teoretický činný ve výpočtu data Velikonoc (komputistice) a ve svém díle De anni ratione kritizoval juliánský kalendář.

## SpisDe sphaera
Největšího věhlasu získalo ovšem jeho dílo astronomické. Napsal velice vlivný traktát De sphaera – o jeho oblíbenosti svědčí, že se zachoval ve stovkách rukopisů a od prvního knižního vydání v r. 1472 se objevilo do r. 1647 dalších 64 vydání.
Traktát má 4 kapitoly.
V 1. kap. se pojednává o tom, že vesmír má tvar sféry, v jejímž středu se nachází kulatá Země. Kosmos se dělí na dvě oblasti – sublunární, jež je složena ze čtyř prvků, a supralunární, která je utvořena z éteru (tradiční kosmologická představa zpracovaná už Aristotelem ve spisu O nebi a dále tradovaná arabskými astronomy). Pro kulatost Země Jan předkládá tradiční dobové argumenty – Země je kulatá například proto, že souhvězdí a hvězdy nevycházejí a nezapadají pro všechny lidi ve stejnou dobu, nýbrž dříve vycházejí pro lidi, kteří žijí na východě. Dále – na obloze vidíme vždy pouze polovinu ekliptiky, tj. 6 zodiakálních znamení, což by nebylo možné, kdyby se Země nacházela blíže k nějaké části hvězdné oblohy. V 1. kap. dále Sacrobosco dokazuje, že Země má zanedbatelnou velikost v porovnání s kosmem.
Ve 2. kap. autor dále probírá další témata středověké astronomie – definuje kruhy světové sféry, rovník, obratníky, ekliptiku atp.
Ve 3. kap. a 4. kap. se Sacrobosco pokouší aplikovat tato teoretická východiska, aby vysvětlil pozorovatelné astronomické jevy.
Sacroboscův traktát není dílo příliš originální (ostatně tak ani nebyl zamýšlen), ale spíše systematizují a vhodné pro výuku. (Např. chtěl-li student oxfordské university úspěšně absolvovat fakultu svobodných umění, musel podle universitních statut z počátku 14. století poslouchat přednášky vedené nad tímto spisem.) Na středověkých universitách se používal společně s obdobným traktátem Roberta Grossetesta, jeho vliv se ale neomezuje pouze na středověk – na universitách se nadále užíval až do 17. století.